# Лантено
Лантено́ (фр. Lantenot) — коммуна во Франции, находится в регионе Франш-Конте. Департамент — Верхняя Сона. Входит в состав кантона Сен-Совёр. Округ коммуны — Люр.
Код INSEE коммуны — 70294.

## География
Коммуна расположена приблизительно в 330 км к востоку от Парижа, в 70 км северо-восточнее Безансона, в 30 км к северо-востоку от Везуля.
По территории коммуны протекает река Лантерн, есть много озёр. Около половины территории коммуны покрыто лесами.

## Население
Население коммуны на 2010 год составляло 372 человека.
| 1962 | 1968 | 1975 | 1982 | 1990 | 1999 | 2010 |
| ---- | ---- | ---- | ---- | ---- | ---- | ---- |
| 270  | 260  | 247  | 268  | 293  | 271  | 372  |

## Экономика
В 2010 году среди 245 человек трудоспособного возраста (15—64 лет) 183 были экономически активными, 62 — неактивными (показатель активности — 74,7 %, в 1999 году было 67,4 %). Из 183 активных жителей работали 172 человека (96 мужчин и 76 женщин), безработных было 11 (1 мужчина и 10 женщин). Среди 62 неактивных 22 человека были учениками или студентами, 20 — пенсионерами, 20 были неактивными по другим причинам.

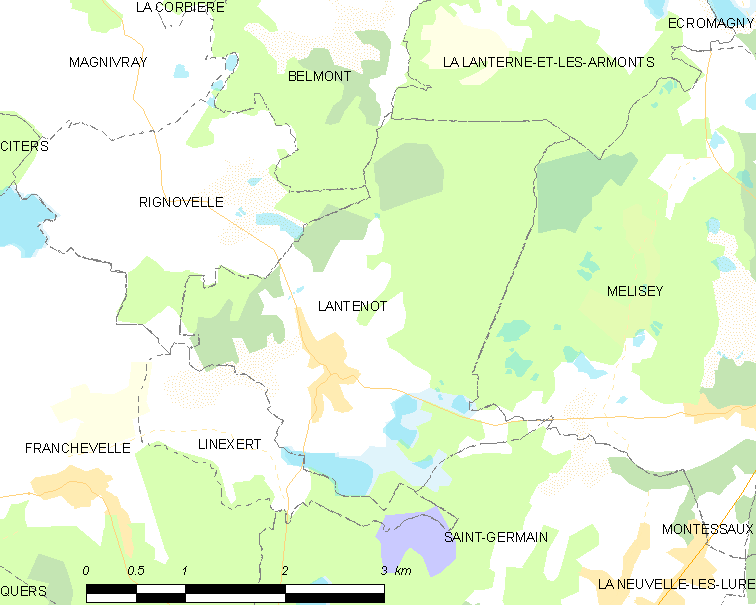
Карта коммуны